# Џемил Шарац
Џемил Шарац (Сарајево, 2. септембар 1921 — Сарајево, 20. октобар 2002) био је учесник Народноослободилачке борбе и генерал-пуковник ЈНА.

## Биографија
Рођен је 2. септембра 1921. године у Сарајеву, у породици Заима Шарца (1892—1965), адвоката, и Јелке Шарац, рођене Рендели (1897—1959). Имао је млађег брата Недима (1926—2008). Био је студент медицине. Припадао је редовима револуционарне комунистичке омладине и у чланство Комунистичке партије Југославије (КПЈ) је примљен у марту 1941. На лето 1941. године ступио је у Народноослободилачку борбу. У рату је био члан Окружног комитета КПЈ за Мостар. Био је и заменик политичког комесара батаљона Искра и Високо-фочанаског партизанског одреда, политички комесар батаљона Седамнаесте крајишке бригаде, помоћник команданта бригаде.
Након рата је остао у професионалној војној служби у Југословенској народној армији (ЈНА). Налазио се на дужностима политичког комесара дивизије, помоћника команданта за МВП, начелника управе и подсекретара у Савезном секретаријату за народну одбрану (ССНО), секретара Комитета Конференције Организације Савеза комуниста у ЈНА, од 1971. до 1977. године, и секретара Савета народне одбране. Завршио је Вишу војну академију ЈНА и Ратну школу ЈНА. Био је члан Централног комитета СКЈ, у који је биран на Десетом и Једанаестом конгресу СКЈ, као и Председништва ЦК СКЈ, од 1974. до 1978. године. Пензионисан је у чину генерал-пуковника ЈНА, 1981. године.
Након пензионисања, био је члан Савета СР Босне и Херцеговине.
Преминуо је 2002. године у родном Сарајеву.

## Одликовања
Носилац је Партизанске споменице 1941. и других југословенских одликовања, међу којима су:
- Орден братства и јединства са златним венцем
- Орден народне армије са ловоровим венцем
- Орден за војне заслуге са великом звездом
- Орден заслуга за народ са сребрним зрацима
- Орден народне армије са златном звездом
- Орден за храброст
- Орден партизанске звезде са пушкама
- Орден народне армије са сребрном звездом